# Mähring (Warmensteinach)
Mähring ist ein Gemeindeteil der Gemeinde Warmensteinach im Landkreis Bayreuth (Oberfranken, Bayern). Die Gemarkung Mähring hat eine Fläche von 0,088 km². Sie ist in 8 Flurstücke aufgeteilt, die eine durchschnittliche Flurstücksfläche von 10939,04 m² haben.

## Geografie
Die Einöde liegt in einer Exklave inmitten des Gemeindefreien Gebietes Fichtelberg.
Eine Anliegerstraße führt über Hempelsberg nach Oberwarmensteinach (1 km westlich).

## Geschichte
1468 erhielt der Amberger Bürger Jakob Parksteiner das Recht, u. a. am „Maringerbach“ Erzvorkommen auszubeuten. Zu diesem Zeitpunkt gab es schon die Öde Mähring.
Mit dem Gemeindeedikt wurde Mähring dem 1808 gebildeten Steuerdistrikt Oberwarmensteinach und der 1818 gebildeten Ruralgemeinde Oberwarmensteinach zugewiesen. Am 1. Mai 1978 wurde Mähring in die Gemeinde Warmensteinach eingegliedert.

### Baudenkmäler
- Haus Nr. 1: Wohnstallhaus

### Einwohnerentwicklung
| Jahr      | 001818 | 001824 | 001861 | 001871 | 001885 | 001900 | 001925 | 001950 | 001961 | 001970 | 001987 |
| Einwohner | 10     | 27     | 11     | 18     | 5      | 9      | 6      | 4      | 2      | 1      | 0      |
| Häuser    |        | 1      |        |        | 1      | 1      | 1      | 1      | 1      |        | 1      |
| Quelle    | [ 11 ] | [ 8 ]  | [ 12 ] | [ 13 ] | [ 14 ] | [ 15 ] | [ 16 ] | [ 17 ] | [ 18 ] | [ 19 ] | [ 2 ]  |

## Religion
Mähring ist römisch-katholisch geprägt und war ursprünglich nach Mariä Verkündigung (Fichtelberg) gepfarrt. Seit Mitte des 20. Jahrhunderts ist die Pfarrei St. Laurentius (Oberwarmensteinach) zuständig.